# پناهگاه صخره‌ای سرکوره
پناهگاه صخره‌ای سرکوره مربوط به دوران فرادیرینه‌سنگی دوره نوسنگی است و در شهرستان کوهدشت، بخش مرکزی، دهستان کوهدشت شمالی، روستای سرکوره واقع شده و این اثر در تاریخ ۲۸ اسفند ۱۳۸۵ با شمارهٔ ثبت ۱۸۴۹۳ به‌عنوان یکی از آثار ملی ایران به ثبت رسیده است.